# یوان شو
یوان شو ()(درگذشت ۱۹۹) با نام محترم گونگلو، یک ژنرال نظامی، سیاست مدار و جنگ سالار چینی بود که در اواخر سلسله هان شرقی زندگی می‌کرد. او پس از فروپاشی دولت مرکزی هان در سال ۱۸۹ به شهرت رسید. او در سال ۱۹۷ یعنی دوسال قبل از مرگش در سال ۱۹۹، نام امپراتور ژونگشی بر خود نهاد و دودمان ژونگ را تأسیس کرد.

## تأسیس دودمان ژونگ
یوان شو پس از شکست ائتلاف جنگ‌سالاران علیه دونگ ژئو، وارد نبردی با حاکم ایالت جینگ لیو بیائو شد ولی با شکست از او شهر نانیانگ را از دست داده و به حاشیه رود یانگ تسه در جنوب گریخت در آن منطقه شروع به قدرت گرفتن تا سال ۱۹۷ کرده و خود را فرماندار ایالت یانگ خواند. با وجود قدرت بالا و سپاه نیرومند و همچنین با دست نشانده کردن سون تسه پسر جنگ سالار سون جیان مهر امپرتوری هان را به‌دست آورد که این امر موجب تحریک او برای تاجگذاری به‌عنوان امپراتور شد. در نهایت او با در اختیار داشتن مهر امپراتوری، سپاه و سرزمین گسترده خود را امپراتور دودمان ژونگ خواند و وارد جنگ با امپراتور شیان هان شد. که نتیجه آن هجوم سپاه امپراتوری هان به فرماندهی سائو سائو وزیر کار امپراتوری به سرزمین دودمان ژونگ بود. ود او درسال ۱۹۹ از ارتش امپراتوری شکست خورد و در آخر کشته شد و مهر امپراتوری به دربار هان در شوچانگ بازگردانده شد که سرآغازی بر عصر سه پادشاهی بود.اصلی‌ترین علت سقوط او معرفی زود هنگام خود بعنوان امپراتور چین ذکر شده‌است.

## خانواده
- پدربزرگ: یوان تانگ
- پدر: یوان فنگ
- برادران و خواهران:
  - یوان شائو: برادر بزرگتر ناتنی
- پسرعموها:
  - یوان یی: پسرعموی بزرگتر
  - یوان یین: پسرعموی کوچکتر
- همسر: بانو فنگ، دختر فنگ فانگ
- فرزندان:
  - یوان یائو
  - بانو یوان، یکی از هم‌بالین‌های سون کوان
  - بانو یوان، ازدواج با هوانگ یی
- خویشاوندان:
  - یوان وی، عمو
  - یانگ بیائو، شوهر خواهر (یا باجناغ)
  - هه کوی، پسر خاله